# Umaro Sissoco Embaló
Pour les articles homonymes, voir Sissoko et Embaló.
Umaro Sissoco Embaló, né le 23 septembre 1972 à Bissau en république de Guinée-Bissau, est un politologue, officier supérieur et homme d'État bissao-guinéen. Il est Premier ministre du 18 novembre 2016 au 12 janvier 2018 et président de la République depuis le 27 février 2020.
Du 3 juillet 2022 au 24 février 2024, il est président de la Communauté économique des États de l'Afrique de l'Ouest.

## Biographie

### Origines

Umaro Sissoco Embaló en 2015.

Du côté de sa mère, son grand-père maternel était un Malinké malien ; sa grand-mère était guinéenne peule de Labé, dans le Fouta-Djalon. Son père est bissao-guinéen d'origine burkinabé ( Burkina Faso ). Umaro Sissoco Embaló est par ailleurs musulman sunnite.

### Formation
Umaro Sissoco Embaló est titulaire, d'une licence en relations internationales, obtenue à l'Institut supérieur des sciences sociales et politiques à l'université technique de Lisbonne, puis d'une maîtrise en sciences politiques à l'Institut d'étude internationale de Madrid en Espagne et d'un doctorat en relations internationales à l'université complutense de Madrid,. Puis il se rend en Israël, où il rejoint le Centre d’études stratégiques internationales de Tel-Aviv.
Le président Blaise Compaoré lui délivre un passeport diplomatique du Burkina Faso.

### Carrière professionnelle
Général des armées de réserve (il a quitté l'armée dans les années 2005), Umaro Sissoco Embaló est un spécialiste des questions de défense et des relations stratégiques. Il dispose d'un réseau à l'international, ayant été représentant en Afrique de l’Ouest d’un fonds d’investissement libyen du régime de Kadhafi, la Libyan African Investment Company (Laico), conseiller du président Nino Vieira,.

### Parcours politique
Umaro Sissoco Embaló a commencé en tant que ministre chargé de la Coopération auprès du Premier ministre de 2005 en 2007 puis ministre d'État à la présidence de la république de Guinée-Bissau jusqu'en 2012 après la mort de Malam Bacai Sanhá.

#### Premier ministre
Il a été Premier ministre du président José Mário Vaz, du 18 novembre 2016 au 22 janvier 2018, date à laquelle il démissionne,. Nommé par consensus à la suite de l'accord de Conakry, sa nomination est cependant contestée par le PAIGC, ce qui mène à sa démission à la demande de la Cédéao.

#### Élection présidentielle de 2019

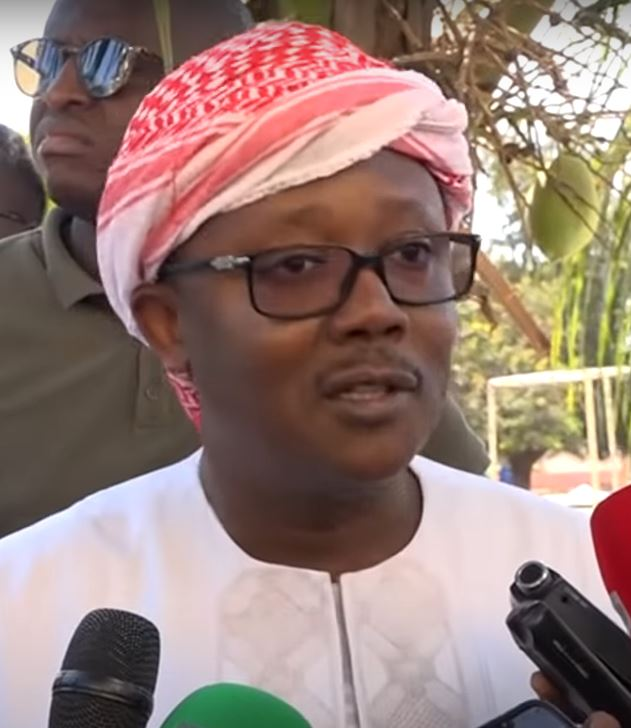
Umaro Sissoco Embaló en keffieh.

Umaro Sissoco Embaló est vice-président du Madem-15. Il est candidat à l'élection présidentielle de 2019. Durant la campagne, il porte un keffieh, qui devient l'une de ses marques. Durant la campagne, il estime que les forces armées nationales peuvent se substituer aux forces de la CEDEAO. Il arrive deuxième du premier tour, derrière Domingos Simões Pereira, le dirigeant du parti longtemps au pouvoir à partir de l'indépendance, le Parti africain pour l'indépendance de la Guinée et du Cap-Vert (PAIGC). Il réussit à rallier plusieurs prétendants à lui pour le second tour, notamment le président sortant José Mário Vaz, l'ancien Premier ministre Carlos Gomes Júnior et Nuno Gomes Nabiam. Embaló revendique sa victoire le lendemain du scrutin et l'emporte finalement,,.
Son rival conteste cependant les résultats auprès de la Cour suprême, sans avoir toutefois déposé de réclamation auprès de la Commission nationale des électorales (CNE), ce qu'impose la loi électorale. La Cour suprême a alors sept jours pour s'exprimer. Le recours du candidat du PAIGC est rejeté le 13 janvier 2020, la Cour suprême relevant d’office un vice de forme, à savoir l’inexistence du procès-verbal de la session de la CNE ayant statué sur les résultats définitifs, ce qui ne lui permet pas de se prononcer sur le fond du litige. Elle enjoint par conséquent à la CNE de produire ce document dans les formes prévues par la loi électorale.
La CNE établit le 14 janvier 2020, a posteriori, ledit procès-verbal. Peu après, le 17 janvier, un nouvel arrêt de la Cour suprême appelle à ce qui apparait dans un premier temps comme un recomptage des voix.
Le 21 janvier, il est procédé par la CNE à une vérification des procès-verbaux du second tour des sessions des commissions régionales électorales  sur demande de la Communauté économique des États de l'Afrique de l'Ouest (Cédéao), afin de tenter de sortir le pays de l'impasse politique. À l'issue de cette opération, la commission nationale électorale donne de nouveau Umaro Sissoco Embaló vainqueur du scrutin le 4 février. Ce dernier annonce qu'il prendra ses fonctions en toute hypothèse le 27 février 2020.
Le 9 février, la Cédéao donne à la Cour suprême jusqu'au 15 février pour trancher de la question. Cinq jours plus tard, la Cour suprême rejette la demande du PAIGC d'annuler la nouvelle décision de la CNE du 4 février qui confirmait ses précédentes proclamations, quant aux résultats du second tour. Rejetant par principe l’intervention et la médiation de la CEDEAO, la Cour suprême considère en effet la vérification opérée par la CNE sous pression de la CEDEAO comme inexistante et extraprocessuelle. Elle appelle de nouveau la commission nationale électorale à se conformer à l’intégralité de ses arrêts précédents. Tout en prenant acte des résultats définitifs établis par la CNE, la CEDEAO appelle le 21 février la Cour suprême et la commission nationale électorale à régler leur contentieux. La CNE établit le 25 février un nouveau procès-verbal, cette fois exhaustif, et donnant toujours avec les mêmes résultats Embaló gagnant.

#### Président de la République

##### Investiture
L'investiture d'Umaro Sissoco Embaló, non approuvée par la majorité des membres du Parlement, a lieu le 27 février à 11 h du matin dans un hôtel de Bissau. Il prête serment en présence du président sortant José Mário Vaz, du premier vice-président de l'Assemblée nationale populaire, Nuno Nabiam, du président de la commission électorale, du procureur général, du chef d'état-major et des députés membres du Parti du renouveau social et du Mouvement pour l'alternance démocratique G-15.
La cérémonie se déroule sous protection militaire, et en l'absence de tout chef d'État ou représentant de la communauté internationale, à l'exception des ambassadeurs de Gambie et du Sénégal,. Elle est suivie par la passation de pouvoir au palais présidentiel.

##### Premières mesures
Le Premier ministre Aristides Gomes, nommé par le prédécesseur d'Umaro Sissoco Embaló, dénonce une « tentative de coup d'État ». Il est alors limogé dès le lendemain de l'investiture. Umaro Sissoco Embaló nomme comme Premier ministre Nuno Gomes Nabiam, un des candidats malheureux du premier tour de la présidentielle, qui l'avait rallié lors du second tour. Le nouveau président justifie cette décision par l'impossible cohabitation avec Aristide Gomes.
En réaction, 54 députés sur les 102 que compte l'Assemblée nationale investissent le 28 février au soir, le président de cette dernière, Cipriano Cassamá, comme président de la République par intérim, alors qu'Embaló réside déjà au palais présidentiel. L'armée prend ensuite le contrôle du siège de la télévision et de la radio, ainsi que du siège du Gouvernement, de l'Assemblée nationale et du palais de justice qui abrite la Cour suprême.
La Force militaire Ecomib, forte alors d'environ 700 hommes, que la Communauté économique des États de l'Afrique de l'Ouest (Cédéao) maintient en Guinée-Bissau depuis le coup d’État de 2012, pour protéger les institutions et maintenir la stabilité du pays, placée dans une situation difficile, n'intervient pas, bien que cette hypothèse ait été évoquée plusieurs fois dans le passé par la Cédéao, pour des situations à risques élevés similaires. Le 1er mars, Cassamá annonce renoncer à la présidence par intérim, évoquant des menaces de mort.
Le nouveau gouvernement est investi le 2 mars.

##### Politique intérieure
Le 9 mars, il refuse l'entrée sur le territoire national de la mission d'experts constitutionnalistes de la CEDEAO et annonce la fin de la mission militaire ouest-africaine d'ici la fin du mois.
Le 18 mars, face à la pandémie de maladie à coronavirus de 2019-2020, il ordonne la fermeture des frontières terrestres, aériennes et maritimes. Un confinement partiel est décrété le 26 mars. Le 28 mars, l'état d'urgence est décrété. Par la suite, le Premier ministre, le ministre de la Santé et celui de l'Intérieur ont été contaminés, alors que le commissaire principal du pays est décédé.
Le 12 mai, conformément à ses engagements électoraux, il forme une commission d'expert sur une révision de la Constitution. Le panel dispose de 90 jours pour proposer les amendements qui seront soumis à référendum.
Le 25 mai, il mène des consultations parlementaires et déclare caduc l'accord de coalition de 2019. Il estime par ailleurs détenir la majorité, alors que 4 des 5 députés de l'APU refusent de soutenir le gouvernement. Il menace alors de dissoudre l'Assemblée. Le 26 juin, cinq députés du PAIGC rejoignent la coalition au pouvoir, et le gouvernement obtient la confiance du Parlement le 1er juillet.
Des hommes armés ont encerclé le palais du gouvernement le 1er février, où le Umaro Sissoco Embaló et le Premier ministre Nuno Gomes Nabiam se seraient rendus pour assister à une réunion du cabinet. Le radiodiffuseur d'État a rapporté que la fusillade avait endommagé le palais du gouvernement, situé à proximité de l'aéroport, et que des « envahisseurs » retenaient des représentants du gouvernement. Le président a déclaré à l'agence de presse AFP lors d'un appel téléphonique : « Tout va bien » et a ajouté que la situation « était sous contrôle ».
Le 16 mai 2022, le président Umaro Sissoco Embaló annonce la dissolution de l'Assemblée nationale populaire et annonce des élections anticipées pour le 18 décembre 2022,. Deux mois avant la date prévue, un report est envisagé pour des raisons logistiques et financières. La veille du 18 décembre, Embaló annonce le report du scrutin au 4 juin 2023 à la suite d'un accord entre les partis politiques et la commission électorale.
Les législatives de 2023 sont remportées par la coalition de la Plateforme de l'alliance inclusive-Terra Ranka (PAI-Terra Ranka) menée par le PAIGC qui arrive en tête et décroche la majorité absolue des sièges. Le Mouvement pour l'alternance démocratique G-15 (Madem G15) arrive loin derrière en deuxième position. Le Madem G15 aurait souffert des luttes internes au parti ainsi que de l'incapacité du président à résoudre la chute des prix dans le secteur de la noix de cajou, dont la population tire une large part de ses revenus,. Le 28 juillet, Domingos Simões Pereira est élu président de l'Assemblée nationale populaire. Geraldo Martins est nommé Premier ministre le 7 août.
Dans la nuit du 30 novembre au 1er décembre 2023, de nombreux troubles éclatent entre l'armée et des forces de sécurité qui font deux morts, troubles qu'il qualifie de « tentative de coup d'État », le 2 décembre 2023. En réponse, il dissout le parlement le 4 décembre 2023, ce dernier étant dominé par l'opposition. Le gouvernement est remanié et il prend à sa charge les portefeuilles de l'Intérieur et de la Défense et confie celui des Finances au Premier ministre Geraldo Martins.
Le 20 décembre 2023, Rui Duarte de Barros est nommée Premier ministre.
Le 11 septembre 2024, à la sortie du conseil des ministres, Embaló affirme qu'il ne se présenterait pas à la prochaine élection présidentielle en 2025 après avis de sa femme Dinisia Reis Embaló,. Il annonce le lendemain envisager de revenir sur sa décision.

##### Politique étrangère

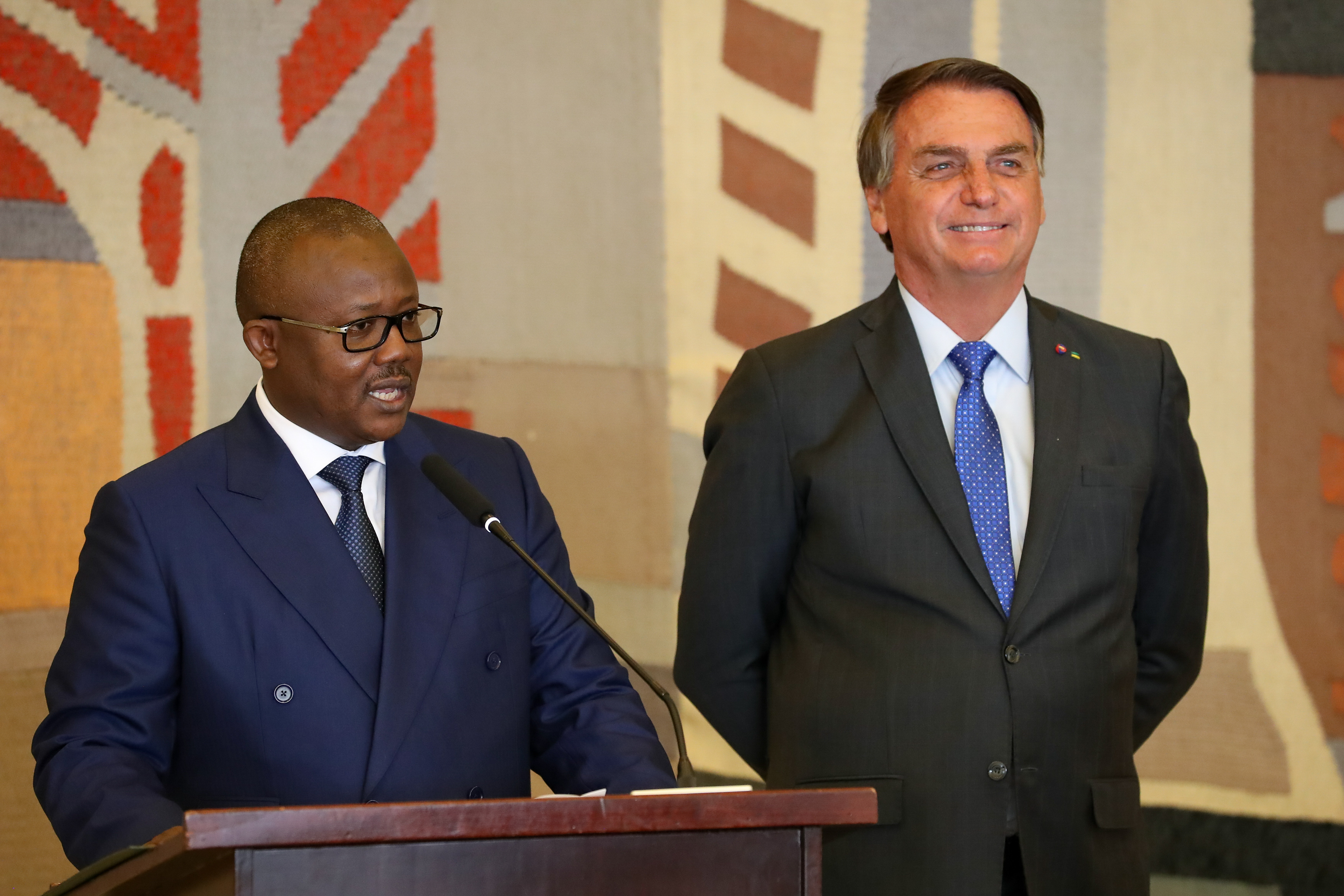
Embaló avec le président du Brésil Jair Bolsonaro (à droite).

Son premier voyage officiel a lieu au Sénégal,, dans le cadre d'une tournée qui l'a aussi mené au Niger et au Nigeria.
Le 23 avril, il est reconnu par la Cédéao, qui lui demande cependant de nommer un nouveau Premier ministre d'ici le 22 mai. Cette organisation préconise également une réforme de la constitution dans les six mois, alors qu'Embaló évoque, pour sa part, des législatives anticipées.
Le 25 juin 2021, Umaro Sissoco Embaló, s'est rendu à Bamako, en visite de travail au côté du président Assimi Goïta.
Son accession à la magistrature suprême est reconnue dans la foulée par de nombreux États, qui prennent acte de la décision de la Cédéao, notamment le Portugal et la France, ainsi que l'Union Européenne. Le Conseil de Sécurité des Nations unies en fera de même le 1er juillet.
Le 7 mars 2022, Umaro Sissoco rend visite de 72 heures au président rwandais Paul Kagame à Kigali et ce dernier fait une visite à Bissau le 16 avril 2023.
En juillet 2023, Umaro Sissoco Embaló a assisté au sommet Russie-Afrique de 2023 à Saint-Pétersbourg et a rencontré le président russe Vladimir Poutine.
Umaro Sissoco Embaló, effectue une visite officielle en Israël le 3 mars 2024. Il rencontre son homologue israélien Isaac Herzog, alors que l'Union africaine a retiré le statut d'observateur à Israël. Embaló est ainsi le seul chef d'État africain à avoir réalisé une visite à titre officiel en Israël et à exprimer son soutien à l’État Hébreu depuis le début de la guerre à Gaza,. Le lendemain, Umaro Sissoco Embalo s'est rendu à Ramallah, en Cisjordanie où il a rencontré le président de l'autorité Palestinienne Mahmoud Abbas, ensemble ils se sont rendus pour déposer une gerbe de fleurs sur la tombe de l'ancien président de l'autorité palestinienne, Yasser Arafat. Cette visite s'inscrit dans l'apport d'un soutien au peuple palestinien et à exprimer son souhait de paix pour le Moyen-Orient. Cette rencontre s'est conclue par la remise du Grand collier (en) de l'État de Palestine au président Emballo par Mahmoud Abbas.

#### Présidence de la Cédéao
Le 3 juillet 2022, il est élu président de la Cédéao en remplacement de Nana Akufo-Addo en exercice depuis 2020. Il reçoit le 15 octobre 2021 pour la première fois, un président de la République française à Bissau, Emmanuel Macron. Le 15 octobre 2021, il effectue une visite de travail en république de Guinée pour rencontrer le colonel Mamadi Doumbouya.
Le 7 août 2022, il est l'invité du président ivoirien, Alassane Ouattara, pour la fête des 62 ans d'indépendance de la Côte d'Ivoire. Le 7 octobre 2022, après l'arrestation de 49 soldats ivoiriens, il tente d'amorcer la situation en se rendant en visite de travail à Abidjan.
En marge de l'Assemblée générale de l'ONU à New York en septembre 2022, Umaro Sissoco Embaló, en compagnie de la première dame Dinisia Reis Embaló, a rencontré en tête à tête, le président américain, Joe Biden, et le chef de la diplomatie russe, Sergueï Lavrov.

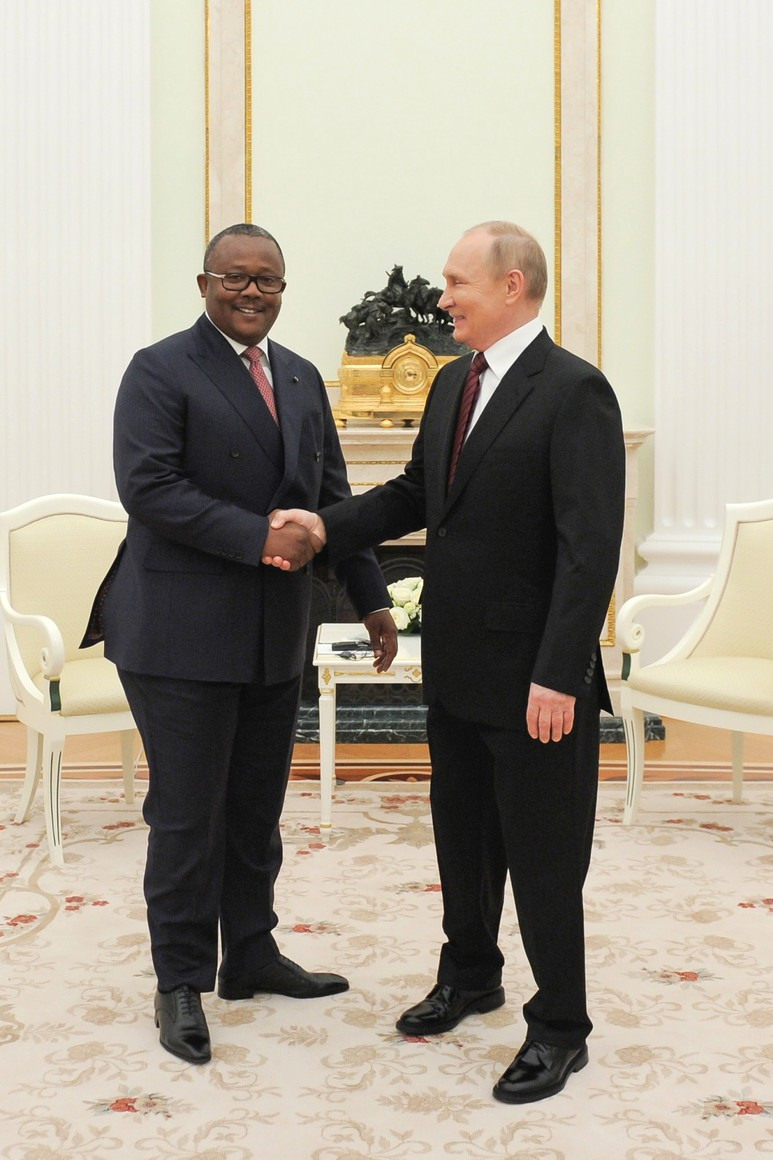
Vladimir Poutine et Umaro Sissoco Embaló au Kremlin en octobre 2022.

Le 26 et 27 octobre 2022, Umaro Sissoco Embaló s'est rendu successivement à Moscou et à Kiev en tant que médiateur au nom de la CEDEAO pour apporter une solution de l'institution au deux belligérants du conflit russo-ukrainien.
Le 14 novembre 2022, Umaro Sissoco Embaló a effectué une visite de travail de 48 heures chez son homologue Omar Bongo à Libreville au Gabon,.
Le 11 janvier 2023, Umaro Sissoco a rendu une visite de travail au président Patrice Talon au Bénin.
En janvier 2023, en tant que président en exercice de la Cédéao, il rend visite au président burkinabé, Ibrahim Traoré, pour lui signifier son soutien face à la violence jihadiste dans ce pays.
Après les propos polémiques du président tunisien Kaïs Saïed,, Umaro Sissoco a rendu visite le 8 mars 2023 au président tunisien au nom de la Cédéao pour aplanir les divergences entre la Tunisie et l'Afrique subsaharienne,,.
Président de l’Alliance des dirigeants africains contre le paludisme, Umaro Sissoko Embaló préside la cérémonie de lancement du prix Alma Joyce Kafanabo de l’Excellence et de l’Innovation.
En mars 2025, alors que son opposition appelle à paralyser le pays car il n'a toujours pas déterminé de date pour les prochaines élections, Umaro Sissoco ordonne l'expulsion d'une délégation de la Cedeao qui était censée participer à trouver une solution diplomatique entre les différents camps.
Le 3 mars 2025, Umaro Sissoco Embaló annonce qu'il se présente à l'élection présidentielle de 2025.

## Vie privée
Umaro Sissoco est marié à Dinisia Reis, une chrétienne et il est père de trois enfants.

## Honneurs
- 20 février 2023 :  grand cordon de l'ordre suprême de la Renaissance (Jordanie)[109].
- Novembre 2023 : Grand Collier de l'Ordre du Timor oriental.
- 4 mars 2024 :  Grand collier (en) de l'Etat de Palestine par Mahmoud Abbas.

## Galerie

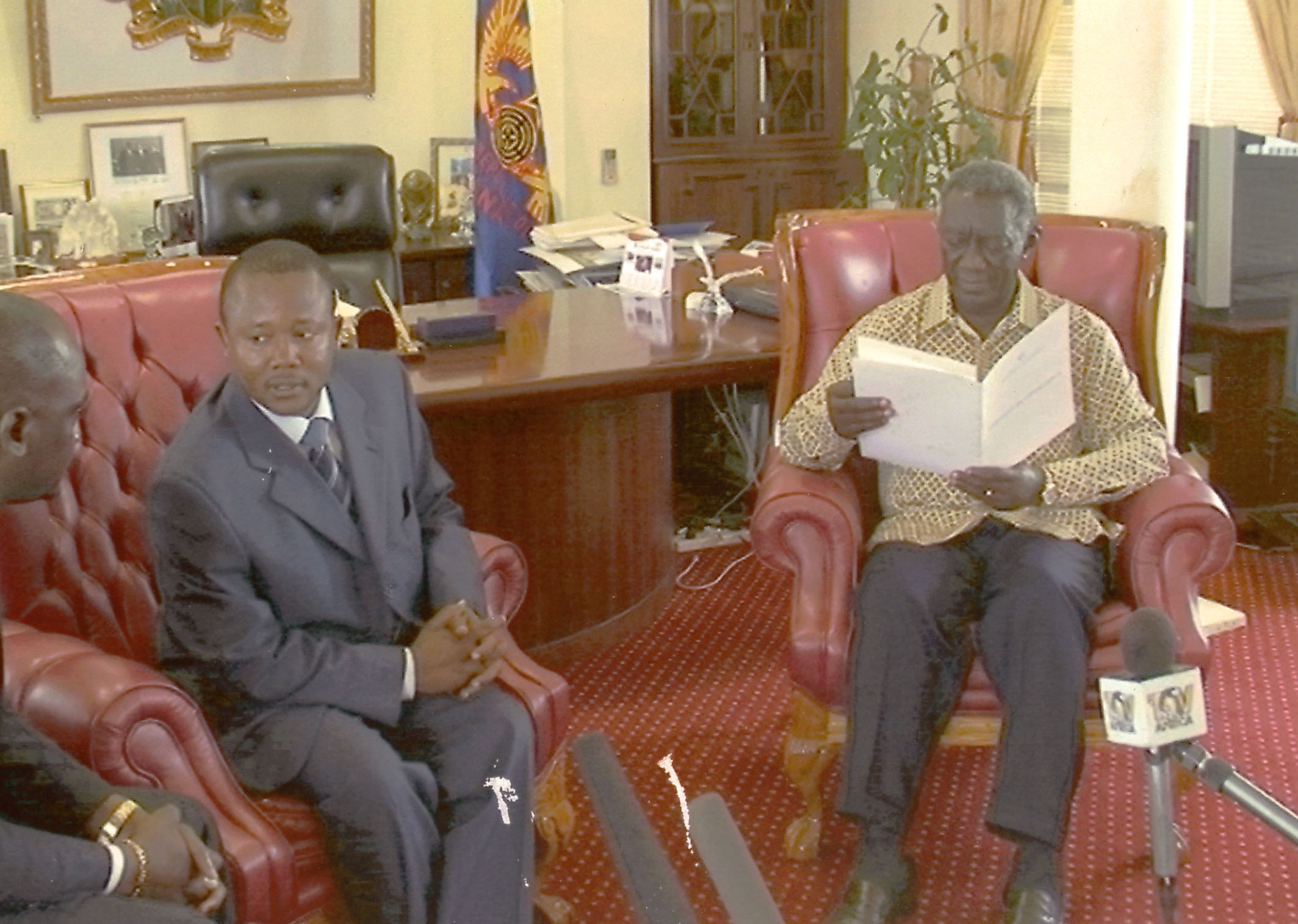
Chez l'ancien président de la République du Ghana, John Kufuor.
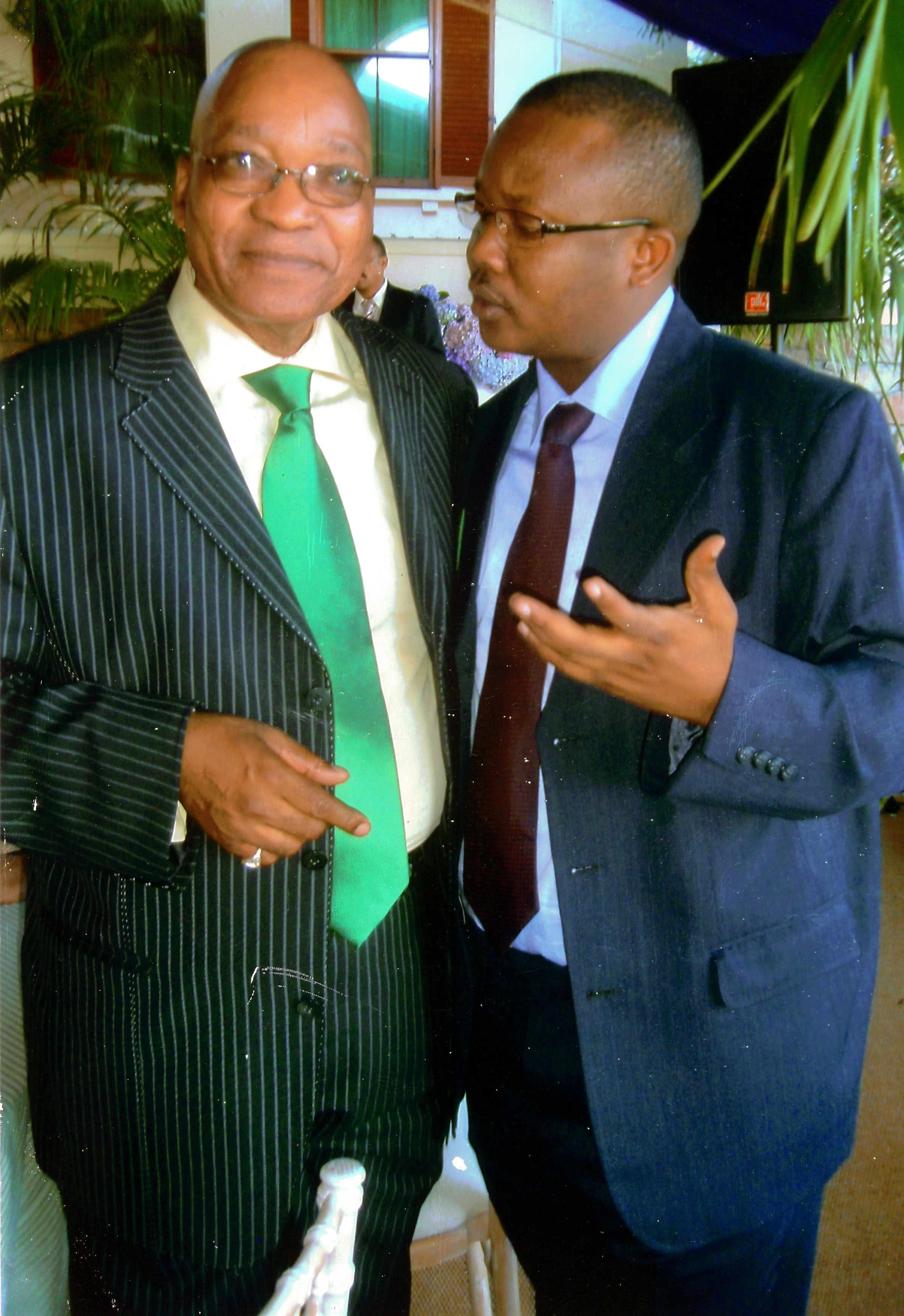
En discussion avec le président sud-africain Jacob Zuma.
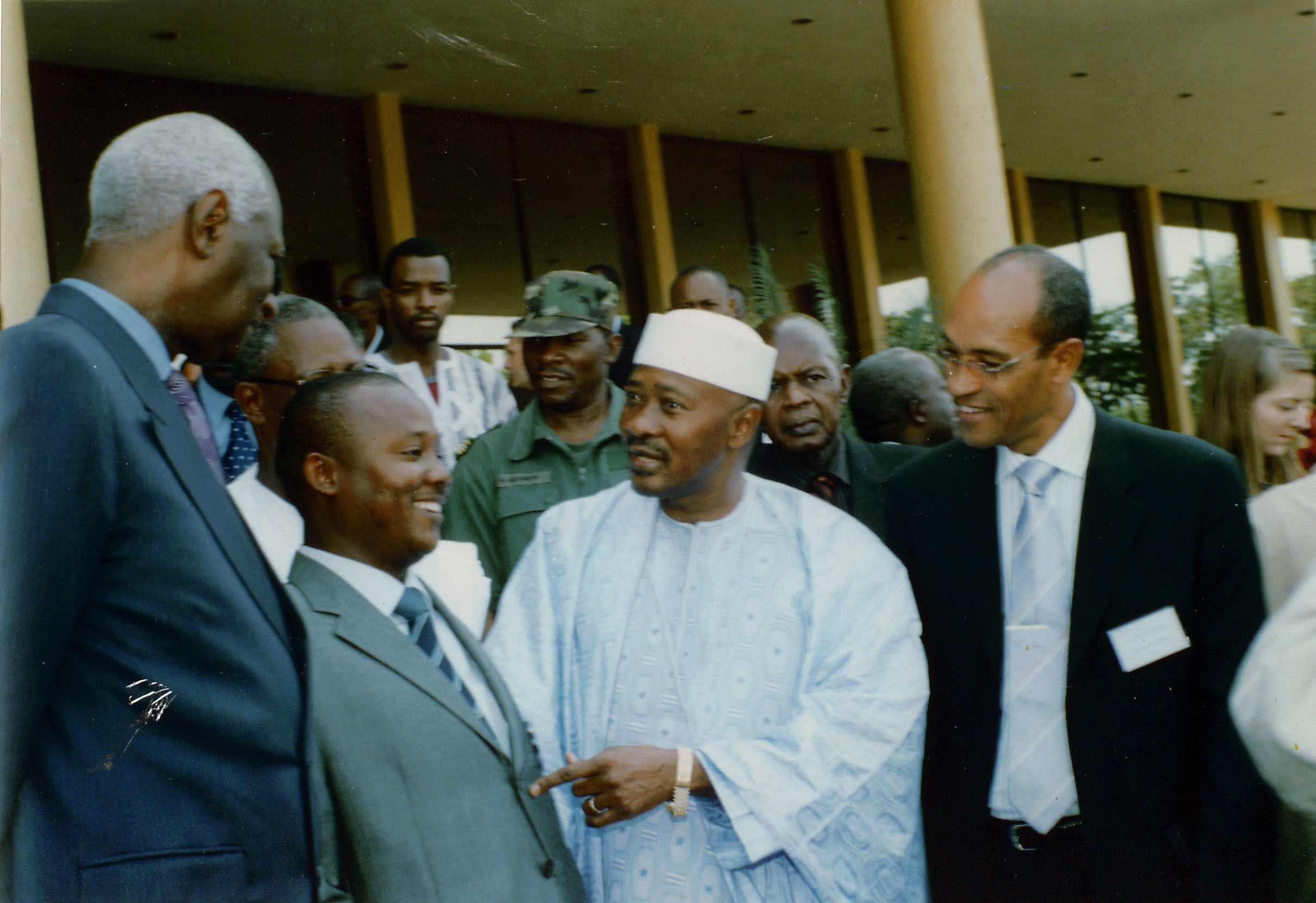
Le général Embaló entre Abdou Diouf et Amadou Toumani Touré.
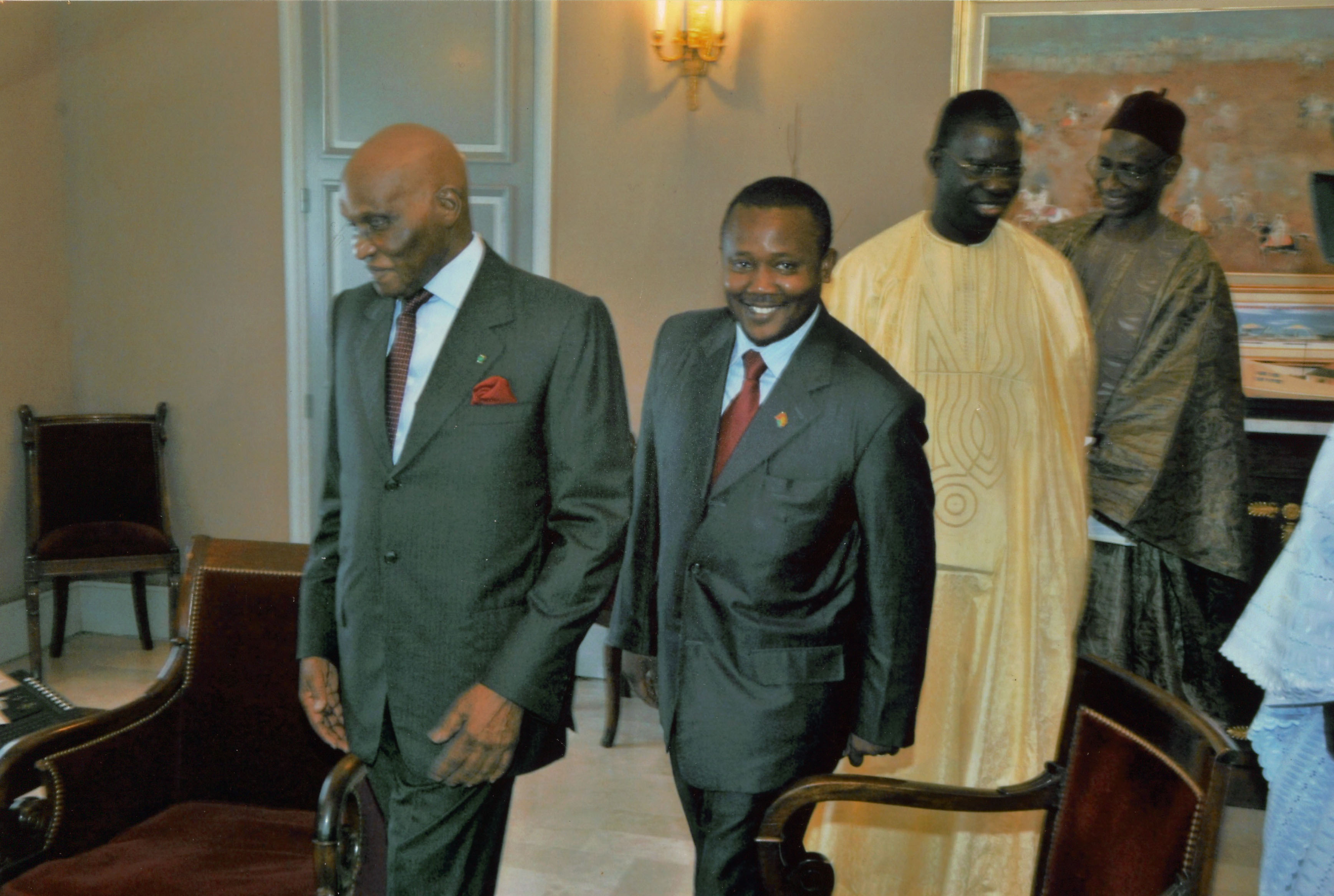
Avec Abdoulaye Wade, ancien président de la République du Sénégal.
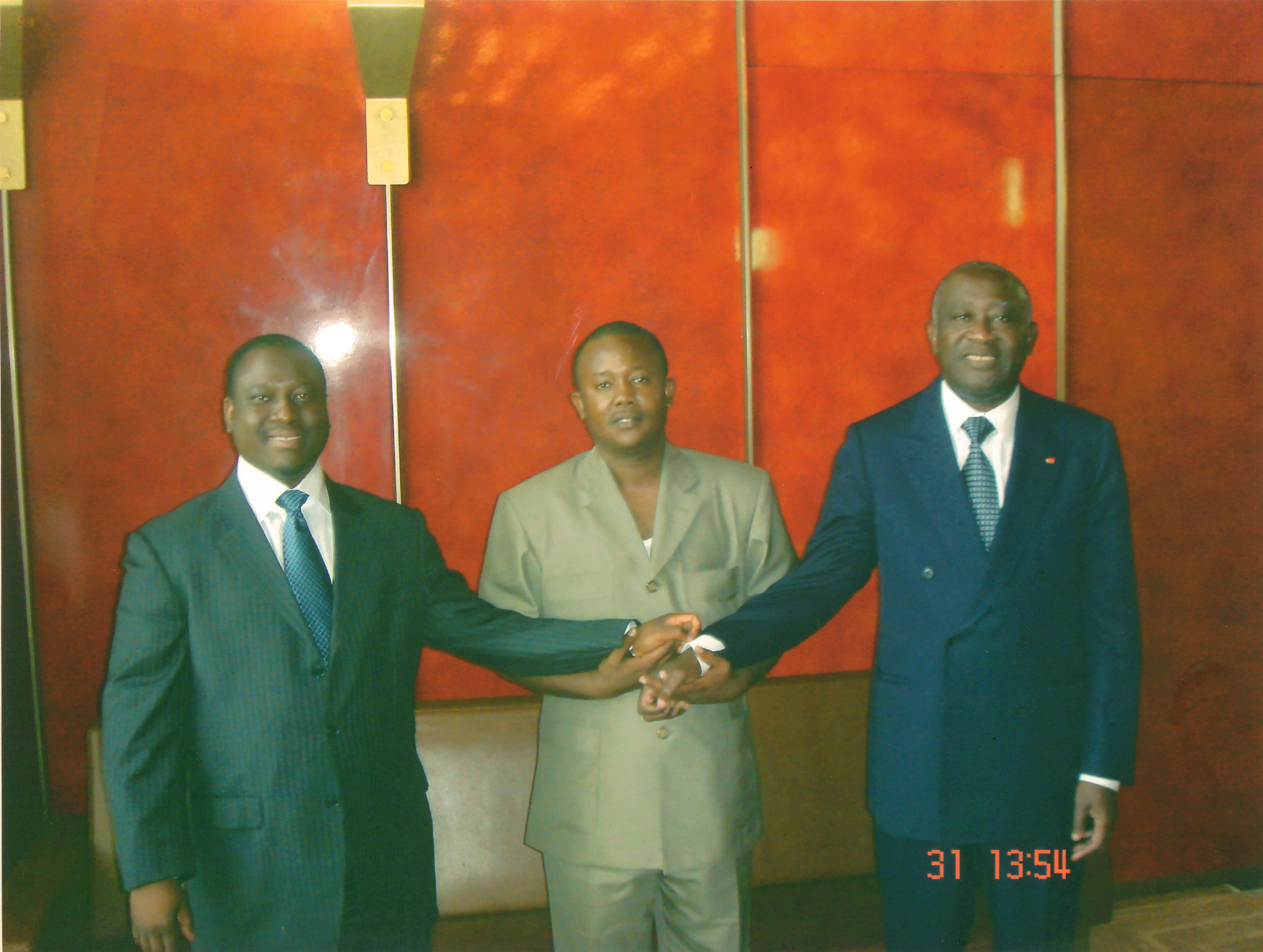
Le général Embaló main dans la main avec Guillaume Soro et Laurent Gbagbo.
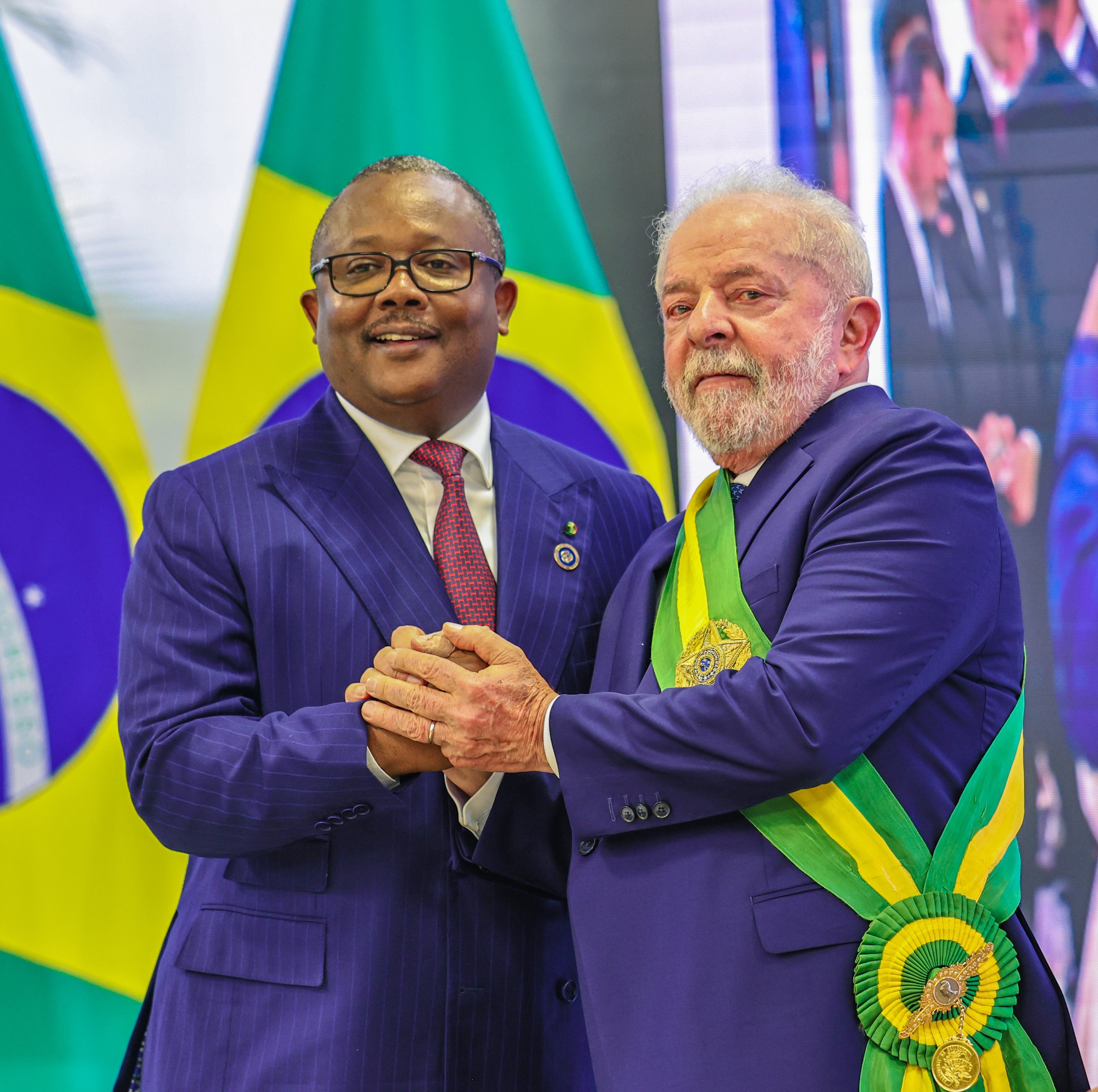
Umaro Sissoko Embaló avec Luiz Inácio Lula da Silva, président de la République fédérative du Brésil.